# Via (Claudio Baglioni)
Via è una canzone di Claudio Baglioni, inserita nell'album Strada facendo, pubblicato nel 1981.
Nella sua versione originaria, è cantata un tono sopra rispetto alle successive versioni dal vivo eseguite dal cantautore romano, le quali fra l'altro avranno una connotazione sempre più ispirata al rock. Nel tour Notti di note del 1985 realizzò un’esibizione del brano a più di 200 bpm.
Nel 2008 il gruppo vocale Neri per Caso ha realizzato, assieme a Baglioni, una versione del brano con il cosiddetto canto a cappella, contenuta nell'album Angoli diversi.
La canzone è stata inoltre cantata dallo stesso Baglioni, accompagnato da Virginia Raffaele e Claudio Bisio, all’apertura della prima serata del 69º Festival della canzone italiana di Sanremo.
1. ↑   Via (certificazione), su FIMI. URL consultato il 13 novembre 2023.